# Planctobacteria
A Planctobacteria egy Thomas Cavalier-Smith által leírt taxon, a baktériumok Gracilicutes kládján belül. A Chlamydiae, a Planctomycetes és a Verrucomicrobia törzsek tartoznak ide. Vélhetően a Planctobacteria az evolúció során két alkalommal is elveszítette peptidoglikán sejtfalát, illetve elcsökevényesedett.